# Gaj Osiecki
Gaj Osiecki – część miasta Osiek w Polsce położona w województwie świętokrzyskim, w powiecie staszowskim, w gminie Osiek. Osiedle domków jednorodzinnych w Osieku, otoczone licznymi łąkami polami, w sąsiedztwie oczyszczalni ścieków komunalnych OSIEK. Nie posiada odrębnych władz administracyjnych, należy do miasta Osiek.
W przeszłości był to przysiółka Osieka. W wyniku rozrostu dzisiejszego miasta Osiek, włączono go w jego skład. Obecnie przekształcił się w odrębne osiedle mieszkaniowe. Procesu scalania z miastem Osiek, dokonano w momencie odzyskania praw miejskich w 1992 roku. A odebranych Osiekowi przez władze ówczesnego zaborcy rosyjskiego za udzielanie pomoc powstańcom przez ludność miejscową (lokalną) w 1864 roku.

## Geografia
Integralna część miasta Osiek – Gaj Osiecki położona jest 15,9 km na zachód, południowy zachód od Tarnobrzega; 17,2 km na północny wschód od Połańca; 22,1 km na wschód od Staszowa i 23,1 km na zachód, północny zachód od Nowej Dęby leżąc na wysokości 148 m n.p.m.

## Lokalizacja
Samo osiedle znajduje się między włościami oczyszczali ścieków komunalnych Osiek, ulicą Sandomierską, ulicą Komunalną i ulicą Ogrodową. W dużej mierze zabudowane jest domkami jednorodzinnymi z lat 70., 80., 90. XX wieku, jak i nowszymi.

## Historia
Wówczas wieś wymieniana w Słowniku geograficznym Królestwa Polskiego i innych krajów słowiańskich pod koniec XIX wieku.

OSIEK alias Gaj, osada, powiat sandomierski, gmina i parafia Osiek, odległość od Sandomierza 28 wiorst, ma 28 mórg ziemi dworskiej.

Bronisław Chlebowski, Słownik geograficzny Królestwa Polskiego i innych krajów słowiańskich, t. VII.

Na podstawie ww. informacji z 1886 roku – Gaj Osiecki (łac. al. Osiek Gaj), to osada w powiecie sandomierski, w gminie i parafii Osiek. Leży w odległość 28 wiorst od Sandomierza, tuż za wioską Osieczko-Kolonia, ma 28 mórg ziemi dworskiej.